# Melilotus indicus
Melilotus indicus là một loài thực vật có hoa trong họ Đậu. Loài này được (L.) All. miêu tả khoa học đầu tiên.

## Hình ảnh

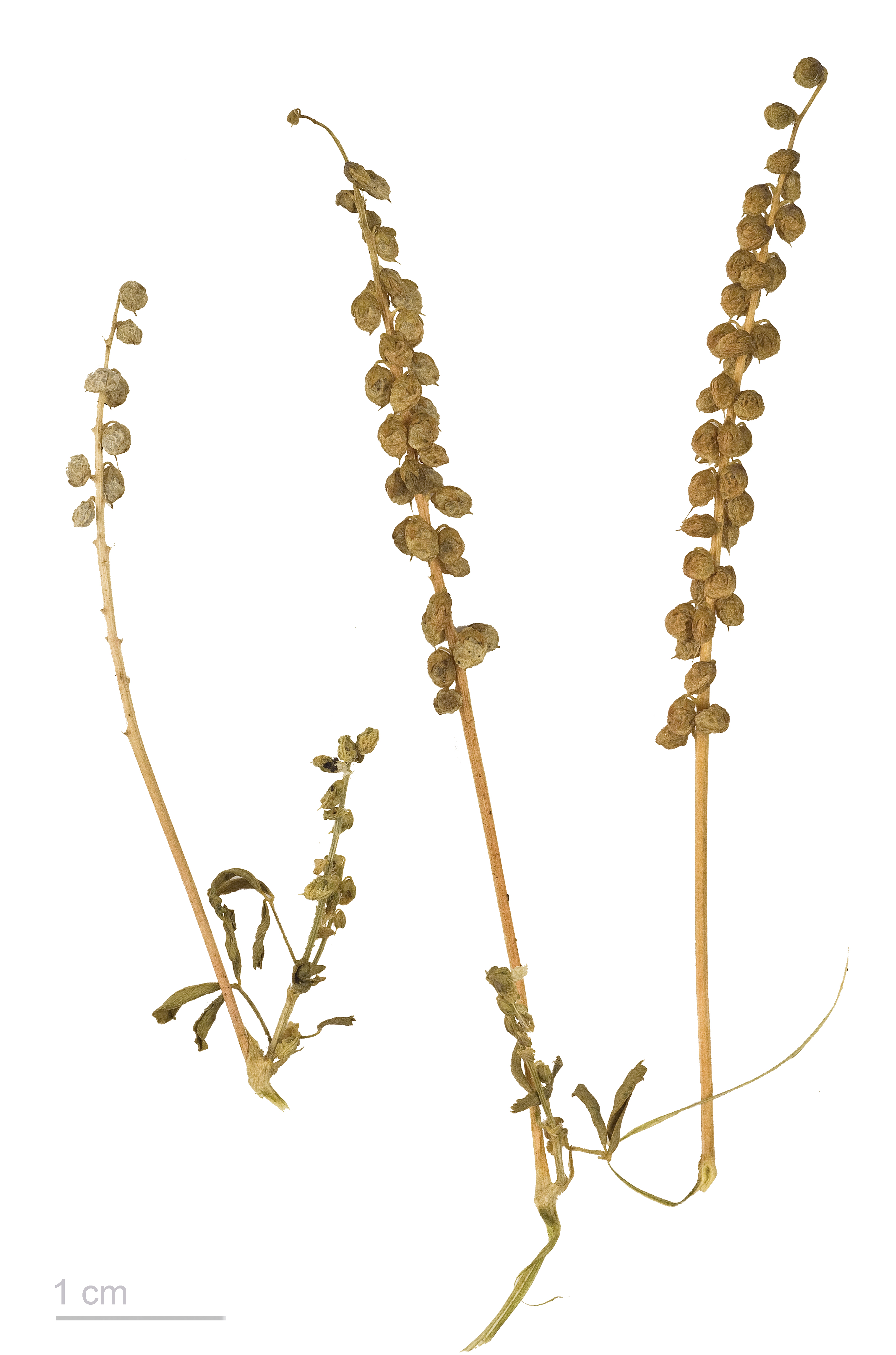
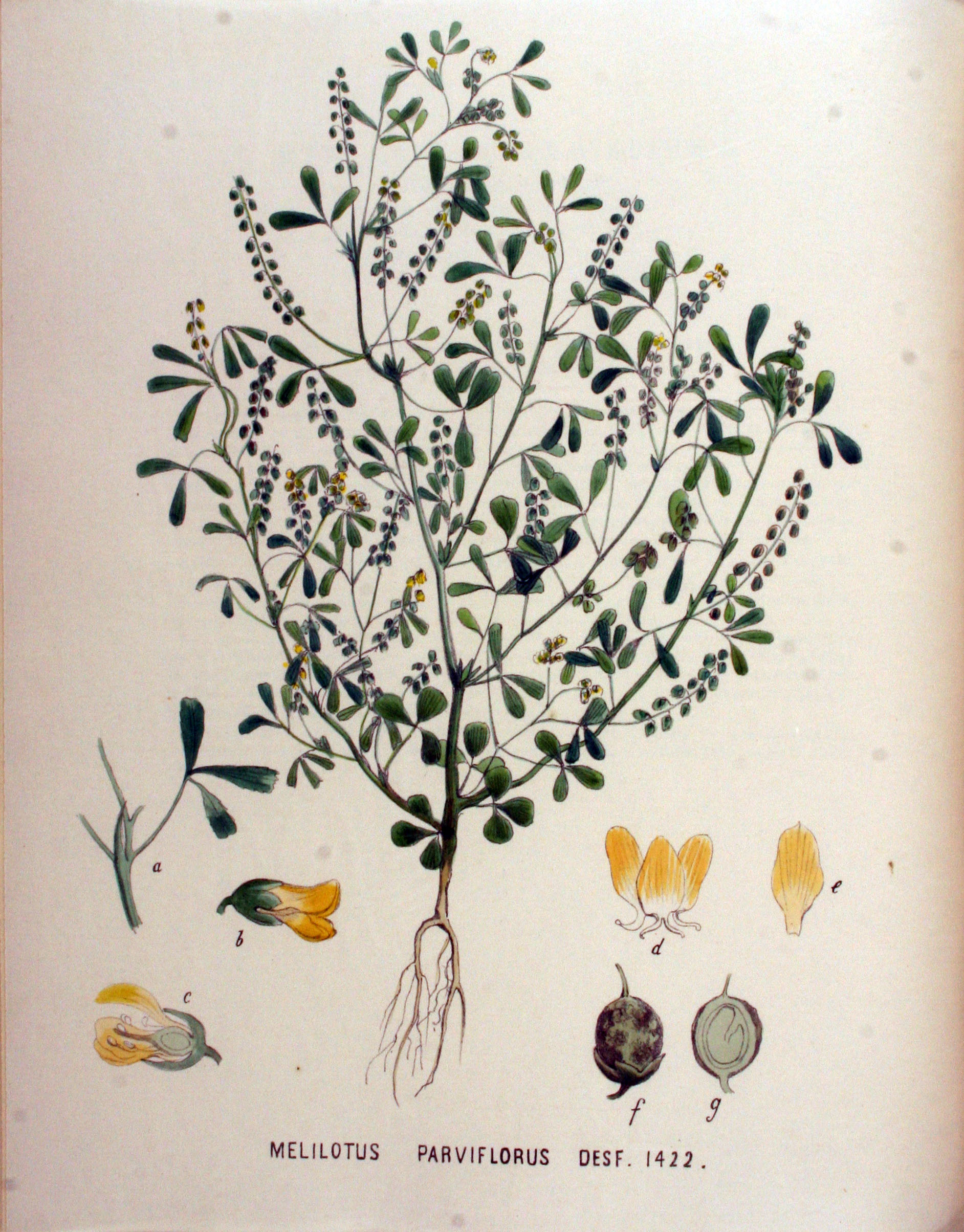
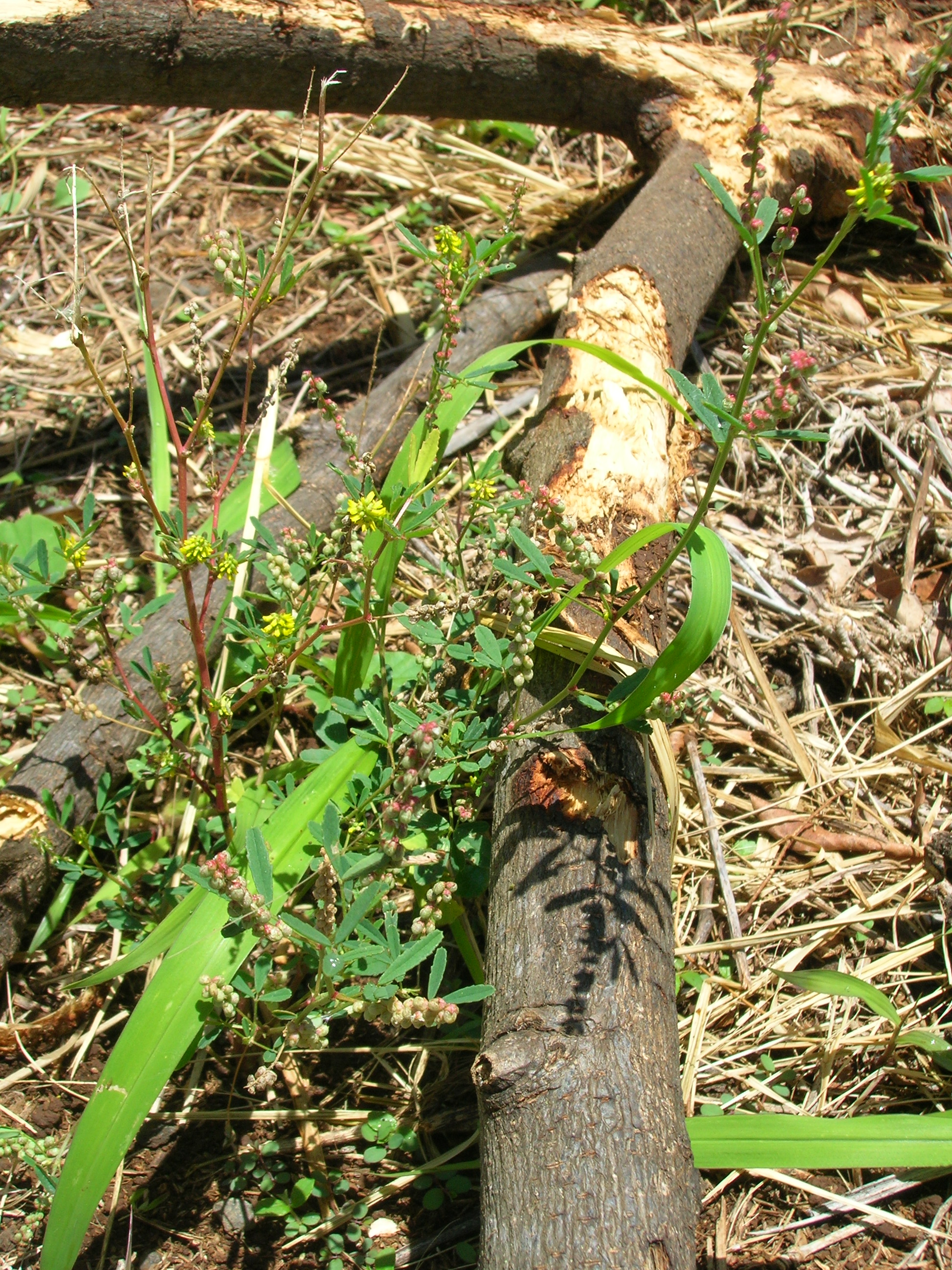
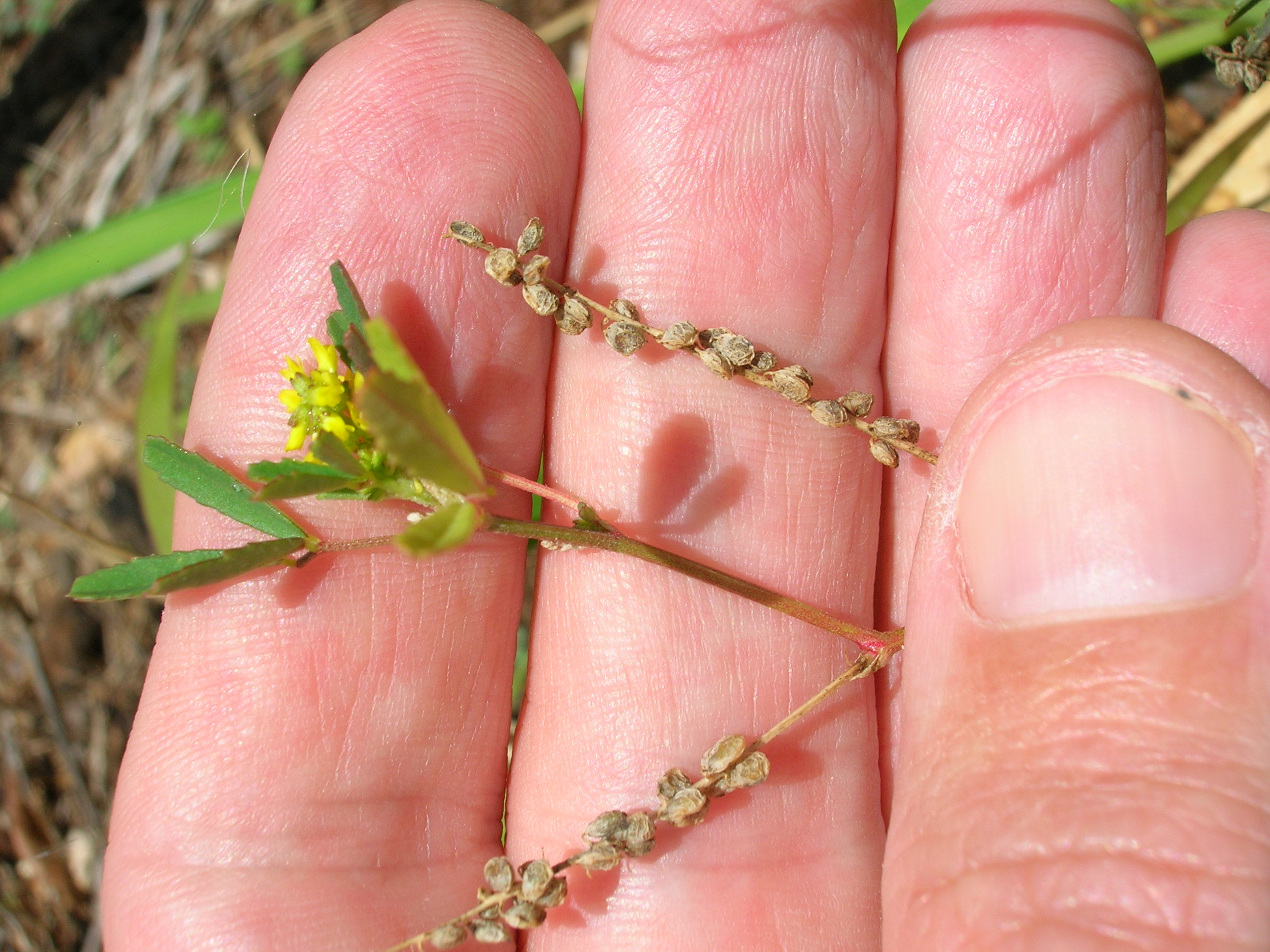